# Widłoząb sudecki
Widłoząb sudecki (Dicranum sendtneri Limpr.) – gatunek mchu należący do rodziny widłozębowatych (Dicranaceae). Bywa uznawany za synonim gatunku Dicranum elongatum Schleich. ex Schwägr.

## Rozmieszczenie geograficzne
Występuje w Europie Środkowej (Śląsk), w Szwajcarii i Francji oraz w arktycznej części Ameryki Północnej. W Polsce w Sudetach (rzadko).

## Morfologia
Darnie zbite, żółte. Mech ortotropowy o łodygach o długości 5 cm i dłuższych, gęsto okrytych brunatnymi chwytnikami. Liście słabo sierpowato zgięte, całobrzegie, zwężają się w długi, rurkowaty kończyk. Komórki blaszki liściowej grubościenne, w nasadzie wydłużone, ku górze bardziej prostokątne do owalnych. W przekroju poprzecznym komórki są słabo brodawkowane. Puszka słabo zgięta, niewyraźnie bruzdowana.

## Ekologia
Żyje na skałach piaskowcowych.

## Ochrona
Gatunek w latach 2004-2014 objęty był w Polsce ścisłą ochroną gatunkową. Od roku 2014 jest wpisany na listę gatunków roślin objętych ochroną częściową w Polsce na podstawie Rozporządzenia Ministra Środowiska z dnia 9 października 2014 r. w sprawie ochrony gatunkowej roślin.